# Volleybalclub Zwolle 2019-2020 (femminile)
Questa voce raccoglie le informazioni riguardanti il Volleybalclub Zwolle nelle competizioni ufficiali della stagione 2019-2020.

## Organigramma societario
Area direttiva
- Presidente: Gert van Driel

Area tecnica
- Primo allenatore: Wilfried Groothuis

## Rosa
| N° | Nome              | Ruolo | Data di nascita  | Nazionalità sportiva |
| -- | ----------------- | ----- | ---------------- | -------------------- |
| 1  | Daantje Vennik    | P     | 2001             | Paesi Bassi          |
| 2  | Siska Hoekstra    | S     | 11 dicembre 1991 | Paesi Bassi          |
| 3  | Marije Neuman     | C     | 11 giugno 1994   | Paesi Bassi          |
| 4  | Kim de Wild       | L     | 9 giugno 1993    | Paesi Bassi          |
| 5  | Lisanne de Krosse | C     | 13 ottobre 1997  | Paesi Bassi          |
| 6  | Nova Marring      | O     | 6 settembre 2001 | Paesi Bassi          |
| 7  | Nynke Hofstede    | C     | 26 luglio 1997   | Paesi Bassi          |
| 8  | Daphne Knijff     | S     | 22 maggio 1996   | Paesi Bassi          |
| 9  | Lotte Groninger   | P     | 4 febbraio 1998  | Paesi Bassi          |
| 10 | Esther Hullegie   | S     | 7 settembre 1992 | Paesi Bassi          |
| 11 | Marly Bak         | O     | 2 giugno 1995    | Paesi Bassi          |
| 12 | Julia Joosten     | S     | 29 gennaio 2001  | Paesi Bassi          |
| 13 | Bjorna Gras       | L     | 1º dicembre 1995 | Paesi Bassi          |
| 14 | Annelien Alons    | C     | 25 ottobre 1988  | Paesi Bassi          |

## Statistiche

### Statistiche di squadra
| Competizione          | Punti | In casa | In casa | In casa | In trasferta | In trasferta | In trasferta | Totale | Totale | Totale |
| Competizione          | Punti | G       | V       | P       | G            | V            | P            | G      | V      | P      |
| --------------------- | ----- | ------- | ------- | ------- | ------------ | ------------ | ------------ | ------ | ------ | ------ |
| Eredivisie            | 22    | 11      | 5       | 6       | 11           | 4            | 7            | 22     | 9      | 13     |
| Coppa dei Paesi Bassi | -     | 2       | 1       | 1       | 0            | 0            | 0            | 2      | 1      | 1      |
| Totale                | -     | 13      | 6       | 7       | 11           | 4            | 7            | 24     | 10     | 14     |